# Zelotes criniger
Zelotes criniger este o specie de păianjeni din genul Zelotes, familia Gnaphosidae, descrisă de Denis, 1937. Conform Catalogue of Life specia Zelotes criniger nu are subspecii cunoscute.